# 클라라 (영화)
클라라(Geliebte Clara)는 2010년에 개봉된 영화로 19세기에 활동한 작곡가 로베르트 슈만과 요하네스 브람스, 그리고 슈만의 아내인 클라라 슈만 사이의 복잡미묘한 감정을 그린 영화이다.

## 출연

### 주연
- 마르티나 게덱
- 파스칼 그레고리
- 말리크 지디

### 조연
- 벨라 페즈바움
- 토머스 림핀셀
- 피테르 타카치

## 기타
- 공동제작: 안톤 드 클레몽-토네르
- 공동제작: 자노스 로자
- 미술: 위 스지에라스코
- 세트: 페트라 클리멕
- 의상: 조지이 자칵스